# Marlène Charine
Œuvres principales
Tombent les anges
Marlène Charine, née en 1976 à Lausanne, est une écrivaine et ingénieure vaudoise.

## Biographie
Née à Lausanne, elle passe son enfance et son adolescence à Épalinges. Elle déménage ensuite en Valais pour y effectuer et compléter une formation d'ingénieure chimiste à Sion.
À l'âge de 19 ans elle écrit une première nouvelle, néanmoins elle ne décide de se consacrer à l'écriture qu'au seuil de la quarantaine. Son livre Tombent les anges, édité par Calmann-Lévy en 2020,, est récompensé par les prix du Polar romand, le prix Sang pour sang et du prix Découverte du journal L’Alsace. Entre 2017 et 2022 elle publie une quinzaine de nouvelles, outil de recherche et d'exploration de différents genres littéraires. Ses œuvres s'inscrivent principalement dans le genre thriller.
Aujourd'hui Marlène Charine vit à Bâle avec sa famille, et partage son temps entre sa profession d'ingénieure dans le droit alimentaire et son laboratoire et l'écriture,.

### Romans
- Marlène Charine, Tombent les anges, Calmann-Lévy, 2020.
- Marlène Charine, Inconditionnelles, Calmann-Lévy, 2021.
- Marlène Charine, Léonie, Calmann-Lévy, 2022.
- Marlène Charine, Brûlent les âmes, Calmann-Lévy, 2022.
- La Protégée, Calmann-Lévy, 2024

### Nouvelles
- Marlène Charine, « Le club des montagnards pâtissiers cynophile », Anthologie Malpertuis VII, Éditions Malpertuis,‎ 2016.
- Marlène Charine, « Au-delà du Val Sombre », Revue Gandahar, no Spécial Aventurier,‎ 2016.
- Marlène Charine, « Le nom des gens », Vents contraires et autres histoires d’air, Éditions RROYZZ,‎ 2016.
- Marlène Charine, « De l’autre côté de la porte », Anthologie Moisson d’épouvante 3, Éditions Dreampress),‎ 2016.
- Marlène Charine, « Deux pour un », Eurêka, Revue Etherval, no 9,‎ 2016.
- Marlène Charine, « La couleur des mots », Anthologie « Blessures », Éditions Flammèche),‎ 2017.
- Marlène Charine, « Sous la peau », Anthologie Malpertuis VIII, Éditions Malpertuis),‎ 2017.
- Marlène Charine, « Le chant des fées », Anthologie « Entre rêves et irréalités », Éditions Arkuiris,‎ 2017.
- Marlène Charine, « Effet papillon », Revue Gandahar, Paradoxes temporels, no 9,‎ 2017.
- Marlène Charine, « Five o’clock tea », Anthologie « Réalités Volume II », Éditions Realities Inc.,‎ 2017.
- Marlène Charine, « Ceux qui reviennent », Anthologie Malpertuis IX, Éditions Malpertuis,‎ 2018.
- Marlène Charine, « Auto… Stop », Anthologie Ténèbres 3, Éditions Dreampress,‎ 2018.
- Marlène Charine, « Le jour du Marchand de sable », Anthologie Malpertuis X, Éditions Malpertuis,‎ 2019.
- Marlène Charine, « Juste toi et moi », Les nouvelles du lendemain, Cultura / L'Isle noir,‎ 2020.
- Marlène Charine, « Effets secondaires », Éclats de chocolat, Éditions Hélice-Hélas,‎ 2021.
- Marlène Charine, « Syndicat de personnages », Storia Ego, Éditions Hugo Thiller,‎ 2021.
- Marlène Charine, « Jardin secret », Itinéraires noirs, Association Endo Morphose,‎ 2022.